# Bình Khê, Tân Bắc
Bình Khê (tiếng Trung: 平溪區; bính âm: Píngxī Qū; Bạch thoại tự: Pêng-khoe khu), là một khu (quận) của thành phố Tân Bắc, Trung Hoa Dân Quốc (Đài Loan). Đây là một quận có tỷ lệ đô thị hóa thấp và là nơi bắt nguồn của sông Cơ Long. Bình Khê từng là một thị trấn khai thác than quan trọng trong đầu thế kỷ 20.